# Mário Campos
Mário Campos là một đô thị thuộc bang Minas Gerais, Brasil. Đô thị này có diện tích 35,155 km², dân số năm 2007 là 11421 người, mật độ 324,9 người/km².